# Clinonella declivata
Clinonella declivata är en insektsart som beskrevs av Henry Fairfield Osborn 1938. Clinonella declivata ingår i släktet Clinonella och familjen dvärgstritar. Inga underarter finns listade i Catalogue of Life.